# خوزه لوئیز سانتوس دا ویسیتیسائو
خوزه لوئیز سانتوس دا ویسیتیسائو (به پرتغالی: José Luís Santos da Visitação) هافبک اهل برزیل است که در شهر سالوادور و در تاریخ ۲۳ مارس ۱۹۷۹ به دنیا آمده‌است.
خوزه لوئیز سانتوس دا ویسیتیسائو در تیم‌های فوتبال Mogi Mirim، کروزیرو، Marília، اتلتیکو مینیرو، São Caetano، باشگاه فوتبال توکیو وردی، سائوپائولو، سائوپائولو، اتلتیکو مینیرو سابقهٔ حضور دارد.